# Marlon Frey
Marlon Frey (Düsseldorf, 24 maart 1996) is een Duits voetballer die doorgaans als defensieve middenvelder speelt. Hij verruilde PSV in juli 2019 transfervrij voor SV Sandhausen.

## Clubcarrière
Frey begon met voetballen bij Rather SV. In 2004 trok hij naar Bayer Leverkusen. Op 12 december 2015 debuteerde hij in de Bundesliga tegen Borussia Mönchengladbach. Frey kwam na 87 minuten in het veld voor Kevin Kampl. Drie dagen later mocht hij opnieuw invallen in het bekerduel tegen SpVgg Unterhaching. Op 13 februari 2016 kreeg Frey zijn eerste basisplaats in het competitieduel tegen SV Darmstadt 98. Op 10 maart 2016 volgde zijn Europese debuut in de UEFA Europa League tegen Villarreal CF. Tijdens het seizoen 2016/2017 werd hij verhuurd aan FC Kaiserslautern.
Frey tekende in augustus 2018 een contract tot medio 2019 bij PSV. Dat lijfde hem transfervrij in nadat zijn contract bij Bayer Leverkusen afliep. Frey speelde bij de Eindhovense club het hele seizoen voor Jong PSV. Nadat zijn verbintenis niet werd verlengd, verhuisde hij in juli 2019 transfervrij naar SV Sandhausen.

## Clubstatistieken
| Seizoen | Club                   | Competitie     | Competitie | Competitie | Beker | Beker | Internationaal | Internationaal | Totaal | Totaal |
| Seizoen | Club                   | Competitie     | Wed.       | Dlp.       | Wed.  | Dlp.  | Wed.           | Dlp.           | Wed.   | Dlp.   |
| ------- | ---------------------- | -------------- | ---------- | ---------- | ----- | ----- | -------------- | -------------- | ------ | ------ |
| 2015/16 | Bayer Leverkusen       | Bundesliga     | 9          | 0          | 1     | 0     | 2              | 0              | 12     | 0      |
| 2016/17 | → 1. FC Kaiserslautern | 2. Bundesliga  | 11         | 0          | 1     | 0     | –              | –              | 12     | 0      |
| 2017/18 | Bayer Leverkusen       | Bundesliga     | 0          | 0          | 0     | 0     | –              | –              | 0      | 0      |
| 2018/19 | Jong PSV               | Eerste divisie | 32         | 1          | 0     | 0     | –              | –              | 32     | 1      |
| 2019/20 | SV Sandhausen          | 2. Bundesliga  | 0          | 0          | 0     | 0     | –              | –              | 0      | 0      |
| Totaal  | Totaal                 | Totaal         | 52         | 1          | 2     | 0     | 2              | 0              | 56     | 1      |

Bijgewerkt t/m 4 juli 2019